# ملعب مونغ كوك

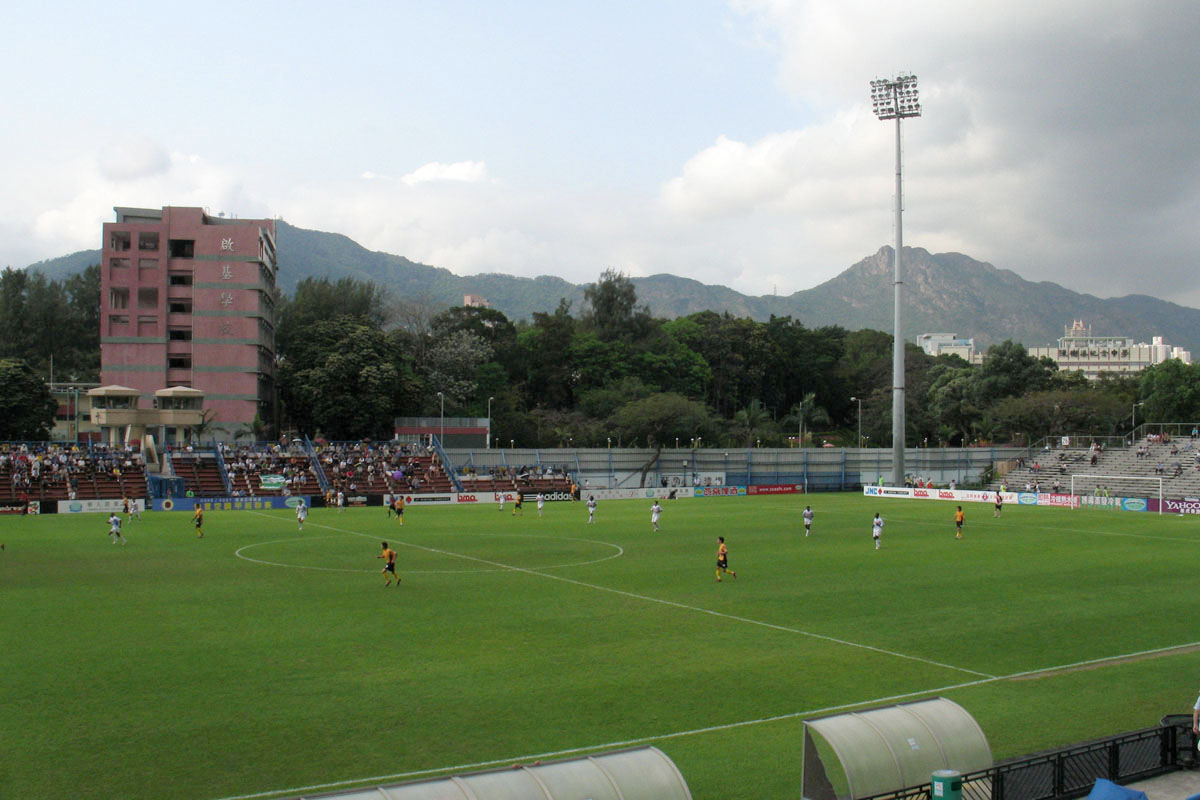

ملعب مونغ كوك هو ملعب كرة قدم يقع في مدينة مونغ كوك الهونغ كونغية . يسع الملعب لجلوس 8،500 متفرج . تم تجديد الملعب في سنة 2009 .